# 日立風流物

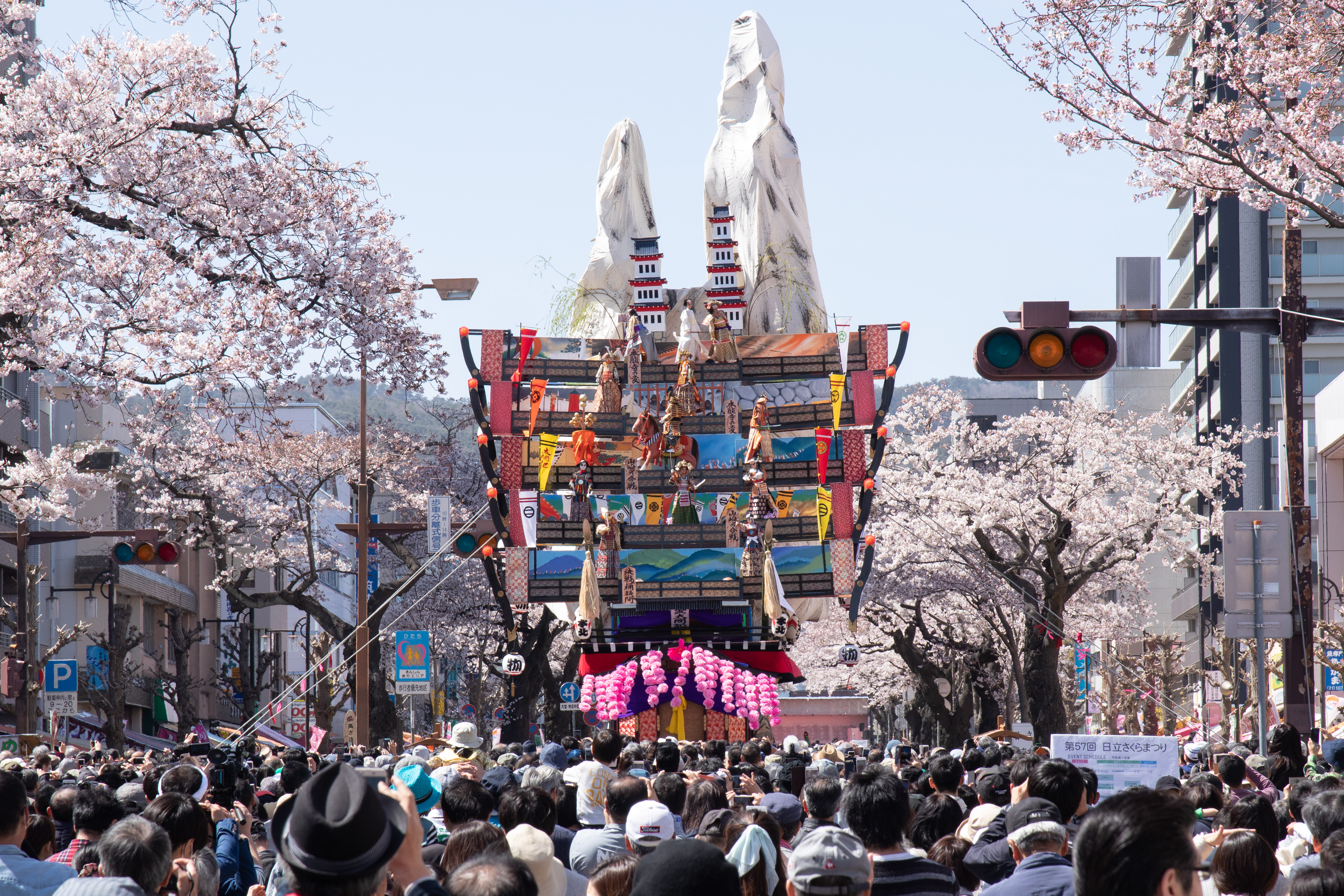
2019年の日立さくらまつりにおける日立風流物

日立風流物（ひたちふうりゅうもの/ひたちふりゅうもの）は、茨城県日立市に伝わる民俗文化財で、同地の鎮守神峰神社に伝わる可動・変形する大きな山車と、その上で行われる操り人形（からくり人形）芝居を指す。神峰神社の大祭にて氏子により奉納されてきたもので、現在は毎年4月の日立さくらまつり及び7年に1度、5月の神峰神社大祭禮（次回予定は2026年）で公開されている。

## 概要
山車（1基）が国の重要有形民俗文化財に、祭礼としての日立風流物が国の重要無形民俗文化財に、それぞれ指定されている。2009年9月には、ユネスコ無形遺産委員会により無形文化遺産の代表リストへの記載が決定された。同一の行事に関連して、国の重要有形民俗文化財と重要無形民俗文化財の両方に指定されているものは全国で5組のみで、その内の1つである。
古くは宮田風流物とよばれ、1695年（元禄8年）徳川光圀の命により行われた神峰神社の大祭礼に山車が繰り出されたことに始まり、享保年間(1716〜1736年) に人形芝居が加えられ、今日のからくり仕掛けの山車に発達した。 1988年以降は毎年4月の第2土曜・日曜に開催される「日立さくらまつり」にて1台ずつ輪番で担当、また、7年に1度、5月の3～5日にかけて執り行われる「神峰神社大祭禮」で4台が一堂に会し人形芝居やお囃子を披露する。

## 山車

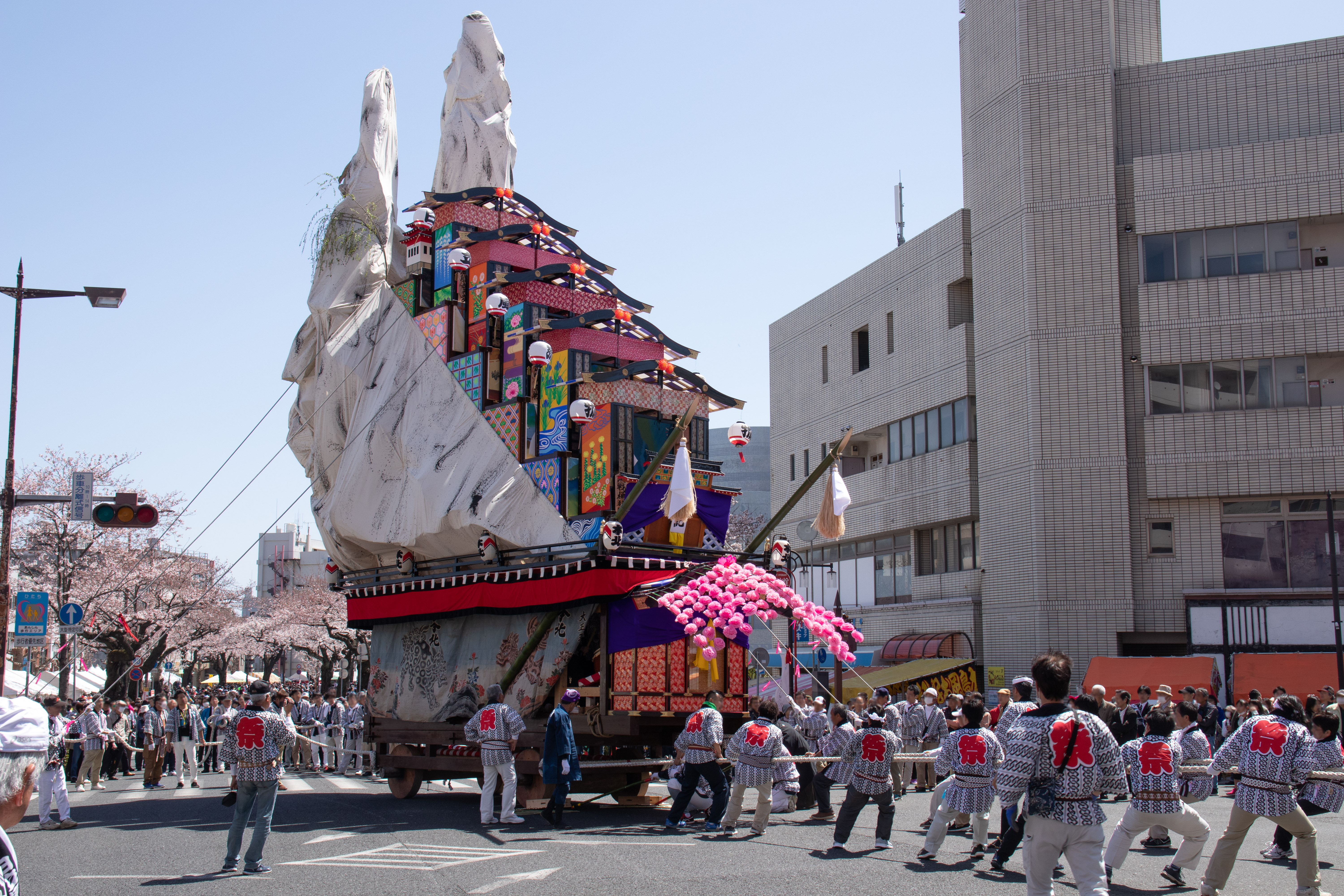
多くの人員で牽引される山車

日立風流物に用いられる山車は、高さ15m、幅3-8m、奥行7m、重量5tの巨大なからくり式の山車である。山車の中には約10人の囃子方や約30人のからくり人形の操り方（作者と呼ばれる）が乗り込み、200人以上で山車を牽引する。
大きな山を背にした城郭の形を模した六層構造を持ち、第一層は囃子方や作者が乗り込む部分である。山車の正面の第二層から上を「館」と呼び、五層の唐破風造りになっている。「館」の第二層は大手門と呼ばれ、手前に倒れる構造になっている。第三層から第六層までは昇降機構（カグラサンと呼ばれる）によってせり上がった後に左右に開いて、大きな逆三角形をした五段の雛壇となり、操り人形芝居の舞台となる。
各段にはそれぞれ2-3体のからくり人形が配されている。人形芝居が終わると「館」は廻り舞台となって回転し、最初は山車の後部であった「裏山」を舞台として、また別の人形芝居が行われる。これらの操作は全て山車内部の綱によって行われ、同じく山車内部で演奏されるお囃子にあわせて演じられる。
この山車は笠鉾（かさほこ）とも呼ばれ、2024年現在、東町、北町、本町、西町の4台がある。
人形芝居は下記の通り、各町ごとに違う内容になっている。
東町
表山：風流源平盛衰記
裏山：日立伝統かびれ霊峰とお岩権現
北町
表山：風流太閤記
裏山：風流花咲爺
本町
表山：風流時代絵巻
裏山：風流天照大御神の昇天の場と素戔嗚尊の大蛇退治
西町
表山：風流忠臣蔵
裏山：風流自雷也

## ギャラリー

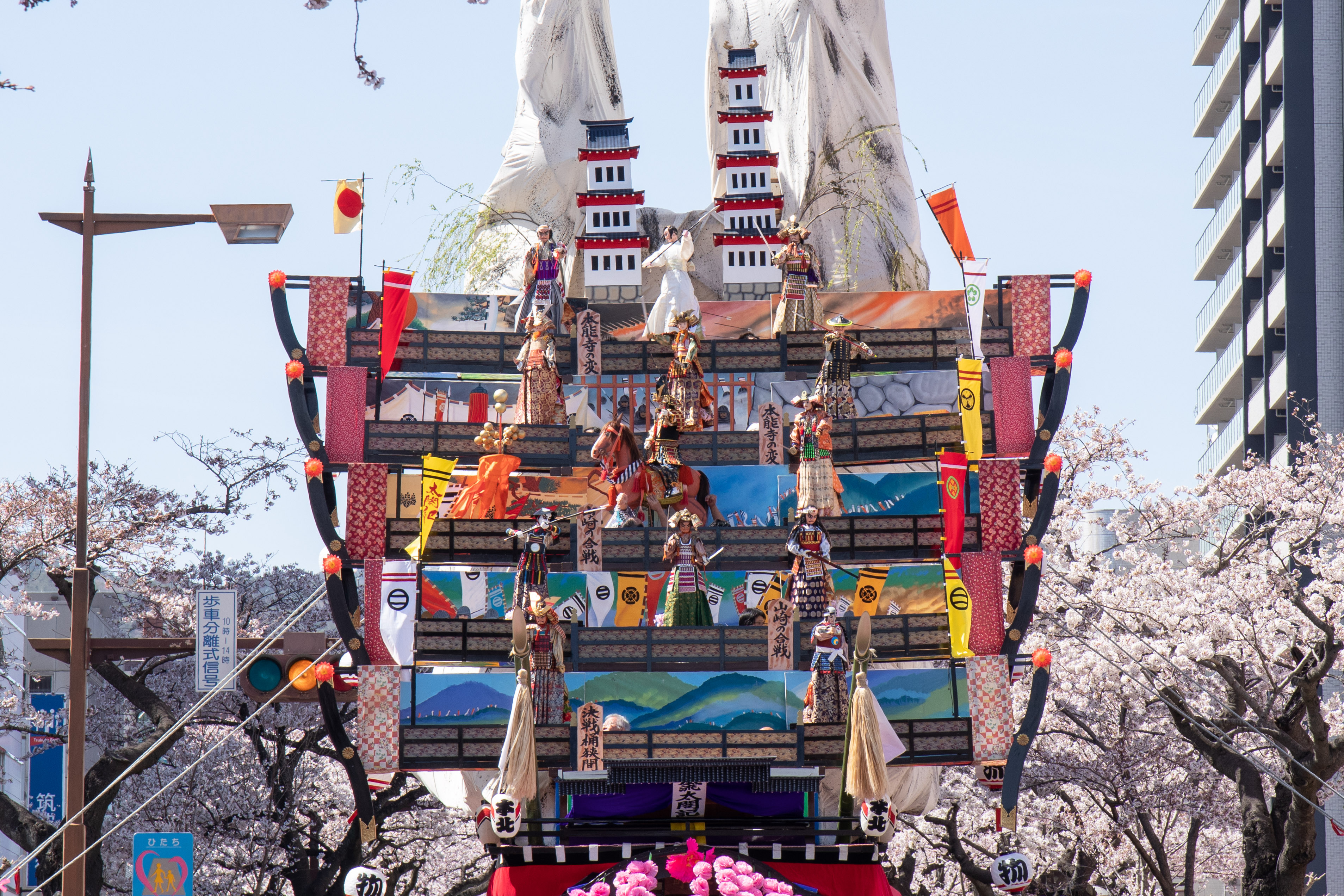
表山
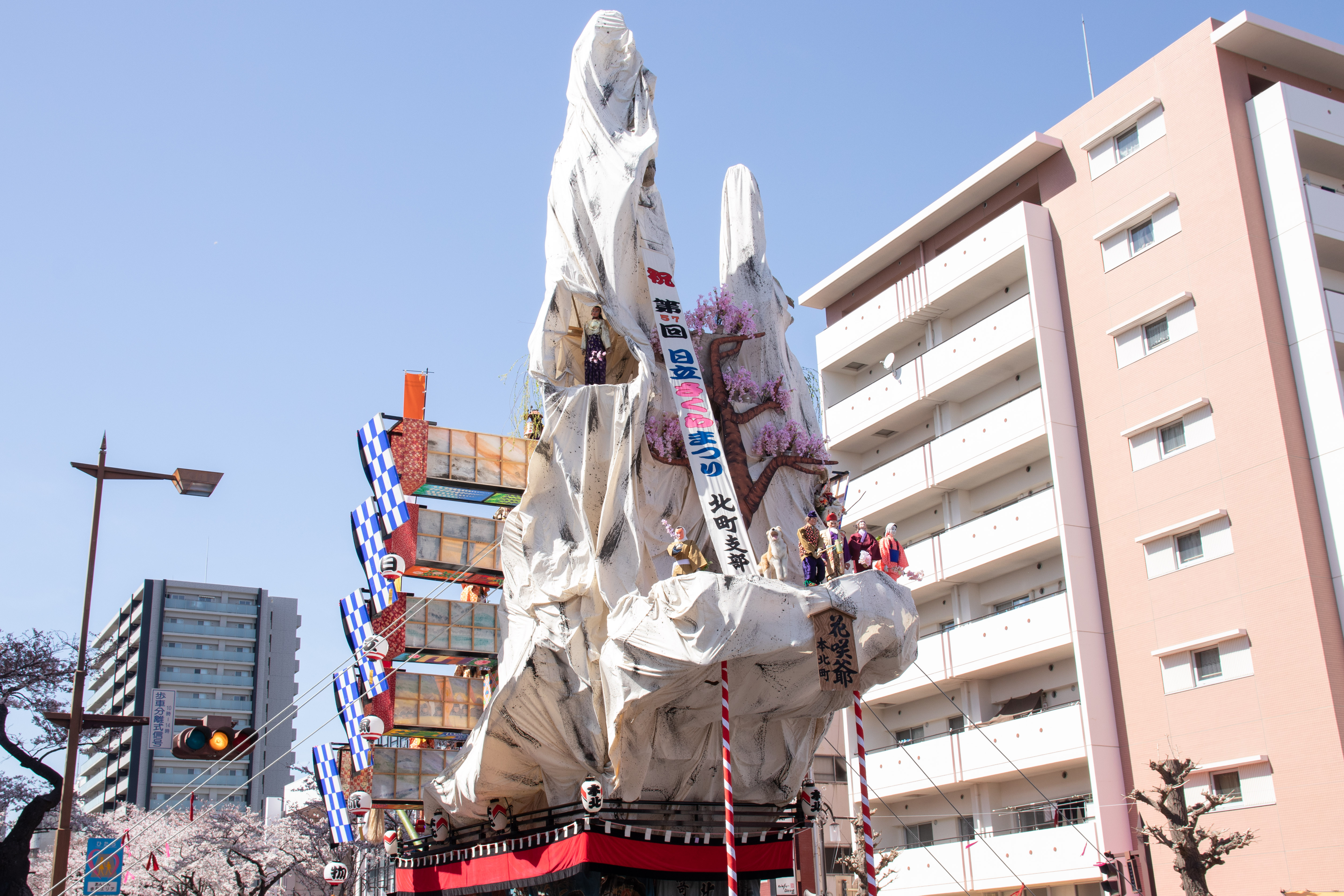
裏山
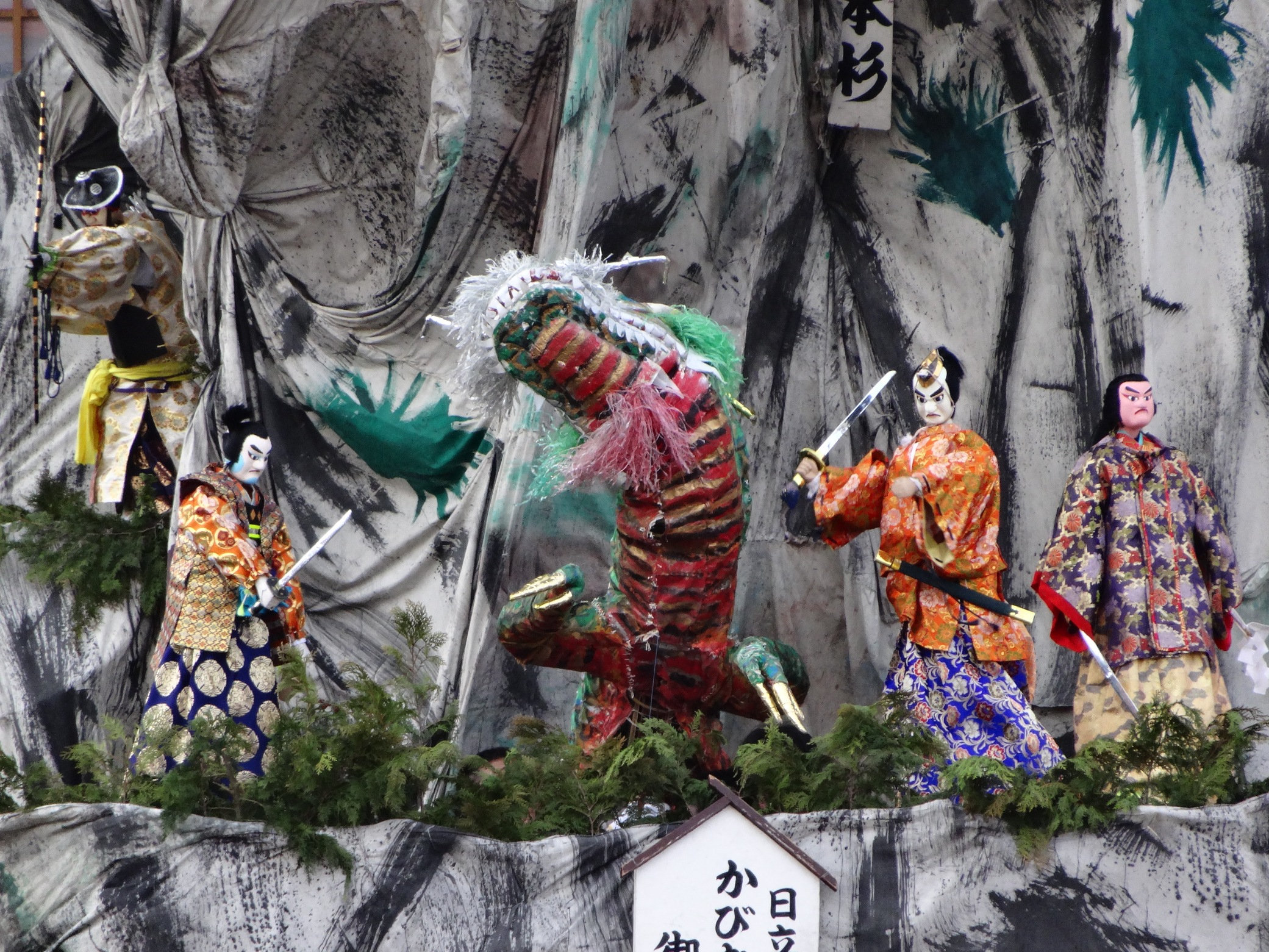
人形芝居
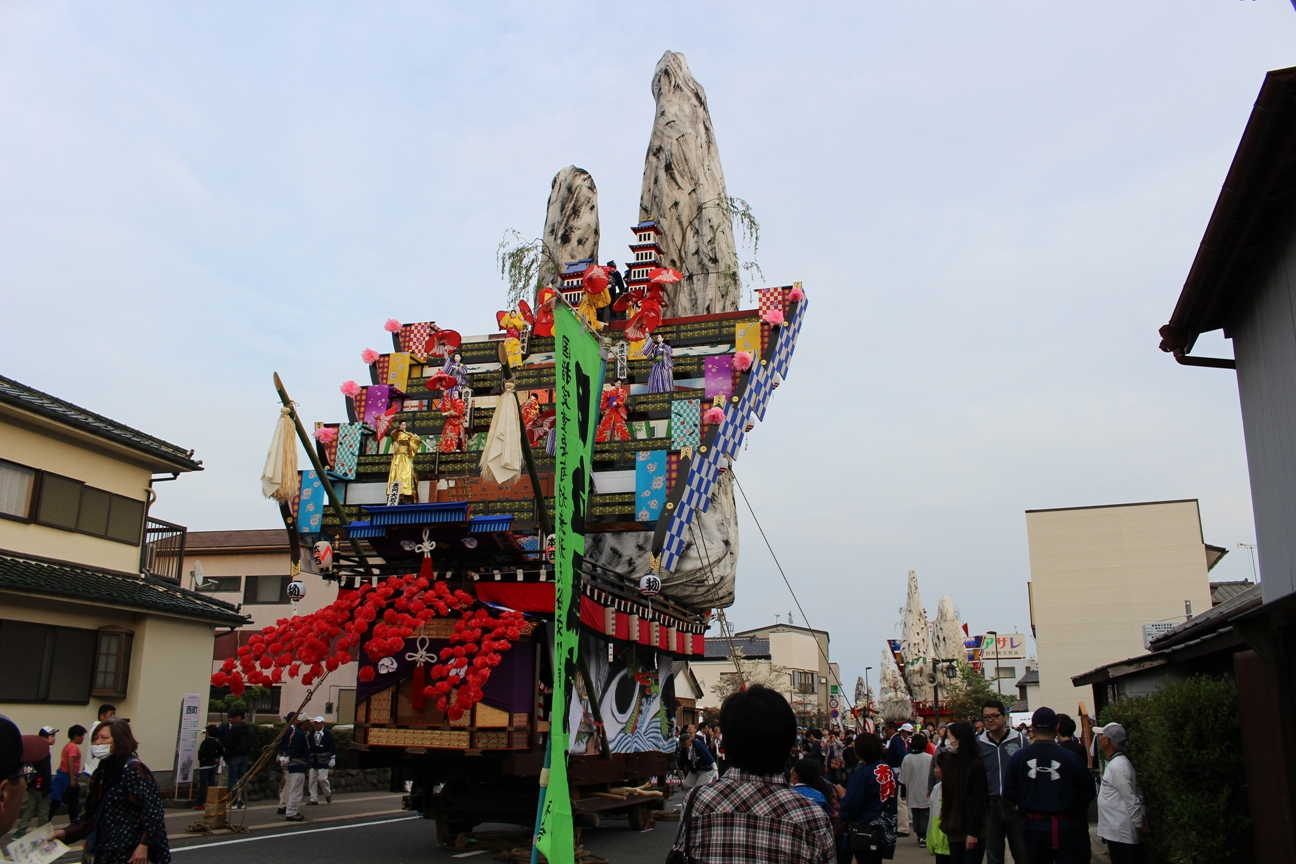
令和元年大祭礼における4町一斉公開